# Holger-Madsen
Holger Madsen, soprannominato Holger Bindestreg (Copenaghen, 11 aprile 1878 – 30 novembre 1943), è stato un regista, attore e sceneggiatore danese.

## Biografia
Holger-Madsen fece il suo debutto in teatro nel 1896 e, fino al 1905, lavorò in compagnie di giro. Non lasciò mai il teatro anche quando iniziò a lavorare nel cinema, alternando le sue attività e dividendosi tra palcoscenico e schermo. Il suo debutto in un film risale al 1908. Nel 1912, scrisse, diresse e interpretò Kun en tigger che gli procurò un contratto con la Nordisk Film, la casa di produzione presso la quale Holger-Madsen avrebbe girato i suoi film più importanti. Diventò ben presto uno dei nomi di punti tra i registi danesi: nella sua carriera avrebbe diretto in Danimarca oltre un'ottantina di pellicole tra il 1913 e il 1919, spesso sceneggiate da lui stesso. Nel 1920, lasciò per qualche tempo la Danimarca per andare a lavorare in Germania ma i film tedeschi di Madsen non si dimostrarono all'altezza delle sue opere danesi, così il regista ritornò in patria all'avvento del sonoro. Negli anni trenta, diresse soltanto altri tre film.

## Filmografia

### Regista
- Kun en Tigger (1912)
- Under savklingens tænder (1913)
- Skæbnens Veje (1913)
- Under mindernes træ
- Staalkongens Villie
- Mens Pesten raser (1913)
- Ballettens Datter (1913)
- Den hvide Dame (1913)
- Prinsesse Elena
- Fra fyrste til knejpevært (1913)
- Elskovsleg, co-regia di August Blom (1914)
- Husassistenten
- Millionærdrengen
- Et vanskeligt Valg
- Under Skæbnens Hjul
- Den mystiske Fremmede
- Min Ven Levy
- Endelig alene
- Ned med Vaabnene!
- Søvngængersken
- Uden Fædreland (1914)
- Opiumsdrømmen
- Et Haremsæventyr (1915)
- La vita del predicatore (Evangeliemandens liv) (1915)
- Trold kan tæmmes (1915)
- En opstandelse
- Barnets magt
- Et huskors (1915)
- Cigaretpigen
- Tempeldanserindens elskov (1915)
- Kærlighedens triumf
- Hvem er Gentlemantyven?
- 500 Kroner inden Lørdag
- Børnevennerne
- Den hvide djævel
- Det unge Blod
- Spiritisten
- I livets brænding
- Grevinde Hjerteløs (1916)
- Danserindens Kærlighedsdrøm
- Den frelsende Film
- Det stjaalne ansigt
- Den omstridte Jord
- Sjæletyven
- Guldets gift
- Manden uden fremtid
- En Æresoprejsning
- Danserindens hævn
- Maaneprinsessen
- For sin faders skyld
- Hvo, som elsker sin Fader
- Manden uden Smil
- Krigens Fjende
- Livets Gøglespil
- Nattens Mysterium
- Pax æterna
- Børnenes Synd
- Hans rigtige kone
- Fange no. 113
- Nattevandreren
- Hvor Sorgerne glemmes (1917)
- Hittebarnet
- Hendes Moders Hjerte
- Retten sejrer
- Himmelskibet (1918)
- Lydia (1918)
- Testamentets Hemmelighed
- Lykken
- Krig og Kærlighed
- Præstens Datter
- Folkets ven
- Hendes Helt
- En kunstners gennembrud
- Mod Lyset (1919)
- Den Æreløse
- Gudernes yndling
- Har jeg Ret til at tage mit eget Liv?
- Manden, der sejrede
- Det største i verden
- Tobias Buntschuh - Das Drama eines Einsamen
- Am Webstuhl der Zeit, supervisione di Joe May (1921)
- Die sterbende Stadt
- Zaida, die Tragödie eines Modells
- Pömperly's Kampf mit dem Schneeschuh
- Der Evangelimann (1924)
- Der Mann um Mitternacht (1924)
- Ein Lebenskünstler (1925)
- Spitzen
- Die Sporck'schen Jäger
- Die heilige Lüge (1927)
- Freiwild
- Die seltsame Nacht der Helga Wangen
- Was ist los mit Nanette?
- Vask, videnskab og velvære
- København, Kalundborg og - ?
- Sol over Danmark

### Attore
- Urmagerens Bryllup (1908)
- Natten før Christians Fødselsdag, regia di Viggo Larsen (1908)
- I Forbryderhænder
- Verdens Herkules, regia di Viggo Larsen (1908)
- Svend Dyrings hus
- Sherlock Holmes i Livsfare
- Rulleskøjterne
- En grov spøg
- Capriciosa
- Den graa dame
- Sogni di oppio
- Det store Fald
- Dødssejleren, regia di Alfred Lind - cortometraggio (1912)
- Bjørnetæmmeren
- Kun en Tigger, regia di Holger-Madsen (1912)
- Under savklingens tænder, regia di Holger-Madsen (1913)
- Skæbnens Veje
- Kattebaronessen
- Den hvide Dame, regia di Holger-Madsen (1913)
- Manden uden fremtid
- Folkets ven
- Har jeg Ret til at tage mit eget Liv?
- Tobias Buntschuh - Das Drama eines Einsamen
- Die sterbende Stadt
- Der Evangelimann, regia di Holger-Madsen (1924)
- Der Mann um Mitternacht, regia di Holger-Madsen (1924)
- Der alte Fritz - 1. Friede, regia di Gerhard Lamprecht (1928)
- Der alte Fritz - 2. Ausklang, regia di Gerhard Lamprecht (1928)
- Sei gegrüßt, Du mein schönes Sorrent
- Præsten i Vejlby
- Krudt med knald, regia di Lau Lauritzen Jr. (1931)
- Med fuld musik, regia di Lau Lauritzen Jr. (1933)
- I cinque diavoli (5 raske piger), regia di A.W. Sandberg (1933)
- 7-9-13
- Lynet
- Kidnapped, regia di Lau Lauritzen Jr. e Alice O'Fredericks (1935)

### Sceneggiatore
- Kun en Tigger, regia di Holger-Madsen (1912)
- Under savklingens tænder, regia di Holger-Madsen (1913)
- Kattebaronessen
- Evangeliemandens liv
- Det unge Blod
- Manden uden Smil
- Krigens Fjende
- Børnenes Synd
- Nattevandreren
- Hendes Moders Hjerte
- Mod Lyset, regia di Holger-Madsen (1919)
- Judge Not
- Har jeg Ret til at tage mit eget Liv?
- Manden, der sejrede
- Det største i verden
- Am Webstuhl der Zeit, regia di Holger-Madsen e (supervisione) di Joe May (1921)
- Die sterbende Stadt
- Pömperly's Kampf mit dem Schneeschuh
- Der Evangelimann
- Der Mann um Mitternacht
- Ein Lebenskünstler, regia di Holger-Madsen (1925)
- Die seltsame Nacht der Helga Wangen
- Giftes - nej tak!